# Mente Maestra II (Martinique Jason)
Mente Maestra II (Martinique Jason) es una supervillana del cómic X-Men de Marvel Comics. Fue creada por Jeph Loeb y Tim Sale. Hizo su debut en la miniserie Wolverine / Gambit: Victims # 1, en septiembre de 1995. Es hija del fallecido villano Mente Maestra, y hermana de la villana Lady Mastermind y de la X-Men Hada.

## Biografía ficticia

### Origen
Martinique Jason es una de las hijas del ilusionista Mente Maestra (Jason Wyngarde). Ella tiene un odio intenso por su media hermana, Regan Wyngarde, alias Lady Mastermind. Ella odia a su hermana por "robar" el centro de atención, mientras que su hermana le odia por ser una imitadora. Ambas constantemente están insultándose. 
Ella se unió al villano Arcade cuando el acusó a Wolverine de varios asesinatos en Londres. Una de las víctimas había sido amiga de Gambito, la detective Alexandra Davis. Gambito fue a Londres, donde se enfrentó contra Wolverine. Cuando Martinique descubrió que Arcade la había utilizado para ayudarle a encubrir el asesinato de su asistente, Miss Locke, Martinique se volvió contra Arcade, dándole una pesadilla recurrente. En este momento, ella usó el alias de Martinique Jason.

### Hermandad de Mutantes y X-Corporation
Martinique se unió a una encarnación de la Hermandad de Mutantes Diabólicos dirigidos por Mystique. Esta Hermandad fue involucrado en un nuevo intento de asesinato contra el senador Robert Kelly, quien en ese momento era candidato a la presidencia de Estados Unidos. La Hermandad fue derrotada por los X-Men y un moribundo Pyro, que sacrificó su vida para salvar a Kelly.
Ella fue encontrada más tarde en un hospital por Hombre Múltiple, para que se uniera a Banshee en su grupo paramilitar mutante, X-Corporation. Los poderes de Martinique fueron empleados para mantener a los miembros ex-villanos del grupo Blob, Avalancha y Fever Pitch en juego bajo el control de Banshee. Ella se unió finalmente a Mystique, quien se había infiltrado en el grupo bajo el disfraz de la mutante Surge. Las dos mujeres luego "liberaron" a los miembros villano de la X-Corporation y los utilizaron para arrasar París. Fueron derrotados por los X-Men

### "La Diosa"
Después del Día-M, Martinique fue encontrada amnésica y catatónica en las calles de San Francisco. Después de conocer a un trío de ancianos hippies y entrar en sus mentes, vio a sus deseos más íntimos, y como un favor a ellos, comenzó la transformación de la ciudad en la forma en que estaba en 1969, y fue conocida como "La Diosa".
Arcángel llega a San Francisco para reunirse con los otros X-Men, pero cayó en la ilusión, antes de ponerse en contacto con Cíclope y Emma Frost en la Tierra Salvaje. Los dos llegan a San Francisco. Martinique pronto descubre que Emma está tratando de entrar en su cabeza. Ella se defiende de la sonda psíquica y, literalmente, llama a la policía. Ella utiliza a los manipulados Arcángel, Hombre de Hielo, Warpath y Hepzibah para enfrentar a los dos X-Men. Emma se las arregla para derrotar a Martinique y destruir su ilusión de toda la ciudad con un ataque psíquico, pero la ilusionista logra escapar y es encontrada por una mujer que se reveló más tarde como Madelyne Pryor, quien le ofrece un puesto en la Hermandad de Mutantes.

### Hermandad de Mutantes Diabólicas
Madelyne y su "Hermandad de Mutantes Diabólicas" encuentran a Lady Mastermind, que está en un cementerio visitando a su padre. Cuando Madelyne hace su oferta, Regan saca su arma y amenaza con dispararle, pero Madelyne le promete resucitar a su padre. Regan se une a la Hermandad y acepta formar equipo con su odiada hermana Martinique. Ambas toman juntas el nombre de "Mente Maestra", y juntas realizan un hechizo que implica manipular a la x-man Psylocke y a la fallecida Revanche.
Más tarde, ella y Chimera atacan a Cíclope, Dazzler y Northstar, mientras que el resto de la Hermandad ataca a los X-Men. Mente Maestra II fue gravemente herido durante la batalla con los X-Men, pero luego logra escapar junto con el Hermandad.
La Hermandad se separó dejando a las hermanas Mente Maestra y Psylocke de vuelta en la base, mientras que Pryor se unió a Lady Deathstrike, Chimera y Espiral apara desenterrar el cadáver de Jean Grey. Martinique y las otras se enfrentan a Emma Frost, Dazzler, Karma y Tormenta. Después de la derrota de Madelyne, todas se teletransportan gracias a Espiral.
Tiempo después, la madre de los x-man Pixie, se teletransporta a la Mansión Wyngarde, donde Martinique está luchando con Regan. Ella les afirma que Pixie es su hermana.

## Poderes
Al igual que su padre y su hermana, Martinique Jason es una mutante con la capacidad de crear ilusiones sensoriales que afectan a los cinco sentidos en los que proyecta su ilusión, y ha demostrado una cierta influencia en las habilidades extrasensoriales. Sus ilusiones pueden hacer un daño real, incluyendo la asfixia y el sangrado de los poros.
Al igual que su media hermana, Lady Mastermind y al contrario que su padre, Martinique también posee telepatía limitada, que usa para leer la mente en un nivel básico para afinar la precisión de sus ilusiones en su víctima. Sus poderes no afectan a los dispositivos de vigilancia, ya que no afectan a las máquinas, sólo a la mente. 
Después de aparecer en las calles de San Francisco, los poderes de Martinique parecen haberse fortalecido, ya que ella es capaz de enfrentar a una mutante tan poderosa como Emma Frost. 

## Otras versiones

### X-Men: El Fin
Martinique y su hermana Regan aparecen al servicio de Mr. Siniestro.